# Crkva sv. Mihovila u Erdelju
Crkva sv. Mihovila je crkva koja se nalazi u naselju Erdelj koje se nalazi u sastavu općine Generalski Stol, zaštićeno kulturno dobro.

## Opis dobro
Barokna manja sakralna građevina smještena u naselju na blago povišenom položaju, jednostavnog je vanjskog oblikovanja, kao i tlocrtne dispozicije jedinstveno koncipiranog prostora pravoutnog tlocrta s trostranim svetištem i zvonikom na preslicu. Građena je sredinom 18. st. na srednjovjekovnoj tradiciji jednostavnih tipskih crkava s karakterističnom lopicom i preslicom. Glavni oltar sv. Mihovila, tip je oltara 17. st. kasnorenesansne koncepcije. Do gradnje župne crkve u Generalskom Stolu 1829. godine kapela je bila župna crkva.

## Inventar crkve
Glavni oltar sv. Mihovila, slike «Navještenje» i «Uzašašće Kristovo» te raspelo uz glavni oltar, na sjevernom zidu u svetištu čine inventar crkve sv. Mihovila. Raspelo je kasnobarokno, drveno, polikromirano. Slike (ulje na platnu) su iz sredine 19. st. Polikromirani drveni oltar kasnorenesansne koncepcije, manjih je dimenzija, tektonskog tipa s drvenim retablom sastavljenim od zone predele, srednje zone i dvoetažne atike, vertikalno podijeljen na centralni i krilni dio. Rad je domaćih majstora iz druge polovice 17. st.

## Zaštita
Pod oznakom Z-269 zaveden je kao nepokretno kulturno dobro – pojedinačno, pravna statusa zaštićena kulturnog dobra, klasificirano kao "sakralna graditeljska baština".
Inventar je pod oznakom Z-2772 zaveden je kao nepokretno kulturno dobro – zbirka, pravna statusa zaštićena kulturnog dobra, klasificirano kao "sakralni/religijski predmeti".